# Polskie Stowarzyszenie Haiku
Polskie Stowarzyszenie Haiku – stowarzyszenie z siedzibą w Warszawie działające na rzecz rozwoju i propagowania klasycznego haiku i haiku współczesnego opartego na klasycznych wzorcach japońskich.

## Historia
Stowarzyszenie zostało zawiązane 19 września 2015 w Szaflarach. Wśród członków założycieli byli m.in. uczestnicy Szkoły Haiku w Warszawie prowadzonej przez Agnieszkę Żuławską-Umeda. Rejestracja Stowarzyszenia w Krajowym Rejestrze Sądowym nastąpiła 18 lutego 2016. Prezesi: Robert Kania (2015-2018), Marta Chociłowska (od 2018).

## Członkowie
Do stowarzyszenia należą m.in. Agnieszka Herman, Bo Jaroszek, Piotr Wiktor Lorkowski, Alicja Mojko, Patryk Piłasiewicz, Małgorzata Tafil-Klawe, Małgorzata Bobak-Końcowa, a członkiem honorowym jest m.in. Agnieszka Żuławska-Umeda.

## Działania
Stowarzyszenie wydaje:
- drukowany rocznik Ptaki Wędrowne (od 2018)[1], ISSN 2657-4357
- internetowy półrocznik a następnie rocznik Papierowy Żuraw (od 2018)

oraz organizuje coroczne konkursy:
- Polish International Haiku Competition czyli Polski Międzynarodowy Konkurs Haiku (od 2016 - kontynuacja konkursu istniejącego od 2011). Laureaci I nagrody: 2016 – Andy Burhardt (USA),  2017 – Darrell Lindsey (USA),  2018 – Carl Seguiban (Kanada),  2019 – Marina Bellini (Włochy),  2020 – Capotă Daniela Lăcrămioara (Rumunia),  2021 – Nadejda Kostadinova (Bułgaria),  2022 – Brendon Kent (Wielka Brytania), 2023 – Wiesław Karliński (Polska), 2024 – Mark Gilbert (Wielka Brytania)
- Ogólnopolski Konkurs Haiku „Wiśnie i Wierzby” (od 2017), jurorami byli m.in. Piotr Matywiecki, Ryszard Krynicki i Marcin Orliński. Laureaci I nagrody:  2017 – Roman Lyakhovetsky, 2018 – Agnieszka Zajdowicz, 2019 – Azi Kuder, 2020 – Zuzanna Tomaszewska, 2021 – Ewa Moskalik, 2022 – Mariola Grabowska, 2023 – Maciej Faliński, 2024 – Zuzanna Truchlewska

i przyznaje:
- Nagrodę Poetycką im. Ewy Tomaszewskiej za najlepsze haiku roku (od 2019)[3]

## Nagroda Poetycka im. Ewy Tomaszewskiej
Nagroda Poetycka Ewy Tomaszewskiej za najlepsze haiku roku przyznawana została po raz pierwszy w roku 2019. Mogą się o nią ubiegać autorzy, którzy między 1 stycznia a 31 grudnia danego (poprzedniego) roku opublikowali haiku w magazynach drukowanych, internetowych, w tomikach bądź na stronach konkursów. Przyznawana jest w dwóch kategoriach: haiku w języku polskim oraz haiku w języku angielskim. Patronką nagrody jest Ewa Tomaszewska (1957-2013) – poetka, tłumaczka i eseistka, popularyzatorka poezji haiku w Polsce i poza jej granicami. Fundatorką nagród jest p. Anna Schröder.
Kapitula Nagrody:
- 2019-2021: Agnieszka Żuławska-Umeda (przewodnicząca), Robert Kania, Ernest Wit
- 2022-2024: Agnieszka Żuławska-Umeda (przewodnicząca), Marta Chociłowska, Lidia Rozmus
- od 2025: Agnieszka Żuławska-Umeda (przewodnicząca), Irena Iris Szewczyk, Rafał Zabratyński

Laureaci (odpowiednio w kategoriach: haiku w języku polskim i haiku w języku angielskim):
- I edycja w 2019 (za rok 2018): Krzysztof Marek Macha i Małgorzata Formanowska
- II edycja w 2020 (za rok 2019): Andrzej Dembończyk i Jolanta Kajzer
- III edycja w 2021 (za rok 2020): Rafał Zabratyński i Marta Chociłowska
- IV edycja w 2022 (za rok 2021): Wiesław Karliński i Ernest Wit
- V edycja w 2023 (za rok 2022): Rafał Zabratyński i Adam Kajzer
- VI edycja w 2024 (za rok 2023): Zuzanna Truchlewska i Irena Iris Szewczyk